# Яхъяев, Хайдар Халикович
Хайдар Халикович Яхъя́ев — советский хозяйственный, государственный и политический деятель, генерал-лейтенант.

## Биография
Родился в 1927 году в Самарканде. Член ВКП(б).
С 1945 года — на хозяйственной, общественной и политической работе. В 1945—1985 гг. — заведующий Самаркандским районным общим отделом, студент филологического факультета Самаркандского государственного университета, в органах государственной безопасности Узбекской ССР, начальник Управления КГБ по Сурхандарьинской области, министр охраны общественного порядка/министр внутренних дел Узбекской ССР, 1-й заместитель председателя Комитета народного контроля Узбекской ССР.
Арестован, единственный оправданный по «Хлопковому делу».
Умер в 2013 году в Ташкенте.
Похоронен в Самарканде.